# Nederlandse kampioenschappen atletiek 1989
De Nederlandse kampioenschappen atletiek 1989 vonden van 7 t/m 9 juli plaats in Hengelo.

## Uitslagen
| Atleet               | Prestatie | Onderdeel                 | Atlete                  | Prestatie |
| -------------------- | --------- | ------------------------- | ----------------------- | --------- |
| Emiel Mellaard       | 10,59     | 100 m                     | Marjan Olyslager        | 11,63     |
| Rob van de Klundert  | 21,20     | 200 m                     | Annerose Scholsberg     | 23,72     |
| Junior de Lain       | 46,99     | 400 m                     | Yvonne van Dorp         | 54,04     |
| Rob Druppers         | 1.47,99   | 800 m                     | Ellen van Langen        | 2.09,22   |
| Frank Wiegman        | 3.48,89   | 1500 m                    | Elly van Hulst          | 4.16,80   |
| -                    | -         | 3000 m                    | Elly van Hulst          | 9.14,14   |
| Marti ten Kate       | 13.45,60  | 5000 m                    | -                       | -         |
| Marti ten Kate       | 28.43,43  | 10.000 m                  | Jolanda Homminga        | 34.21,06  |
| -                    | -         | 100 m horden              | Marjan Olyslager        | 13,23     |
| Robert de Wit        | 14,16     | 110 m horden              | -                       | -         |
| Pel van den Kerkhoff | 51,30     | 400 m horden              | Gretha Tromp            | 58,08     |
| René Godlieb         | 8.49,70   | 3000 m steeplechase       | -                       | -         |
| V&LTC                | 40,81     | 4 x 100 m estafette       | AVR                     | 46,52     |
| AAC                  | 3.13,24   | 4 x 400 m estafette       | Lycurgus                | 3.55,19   |
| Ton van Andel        | 1:41.32,0 | 20.000 meter snelwandelen | -                       | -         |
| Gustav Borreman      | 2,08      | hoogspringen              | Marjon Wijnsma          | 1,85      |
| Lino Pani            | 5,00      | polsstokhoogspringen      | -                       | -         |
| Frans Maas           | 8,07      | verspringen               | Mieke van der Kolk      | 6,57      |
| Paul Lucassen        | 15,30     | hink-stap-springen        | -                       | -         |
| André Snoek          | 17,03     | kogelstoten               | Deborah Dunant          | 16,48     |
| Erik de Bruin        | 63,34     | discuswerpen              | Jacqueline Goormachtigh | 52,72     |
| Jeroen van der Meer  | 73,62     | speerwerpen               | Lida Berkhout           | 48,26     |
| Peter van Noort      | 61,66     | kogelslingeren            | -                       | -         |

1904 · 
1908 · 
1909 · 
1910 · 
1911 · 
1912 · 
1913 · 
1914 · 
1915 · 
1917 · 
1918 · 
1919 · 
1920 · 
1921 · 
1922 · 
1923 · 
1924 · 
1925 · 
1926 · 
1927 · 
1928 · 
1929 · 
1930 · 
1931 · 
1932 · 
1933 · 
1934 · 
1935 · 
1936 · 
1937 · 
1938 · 
1939 · 
1940 · 
1941 · 
1942 · 
1943 · 
1944 · 
1946 · 
1947 · 
1948 · 
1949 · 
1950 · 
1951 · 
1952 · 
1953 · 
1954 · 
1955 · 
1956 · 
1957 · 
1958 · 
1959 · 
1960 · 
1961 · 
1962 · 
1963 · 
1964 · 
1965 · 
1966 · 
1967 · 
1968 · 
1969 · 
1970 · 
1971 · 
1972 · 
1973 · 
1974 · 
1975 · 
1976 · 
1977 · 
1978 · 
1979 · 
1980 · 
1981 · 
1982 · 
1983 · 
1984 · 
1985 · 
1986 · 
1987 · 
1988 · 
1989 · 
1990 · 
1991 · 
1992 · 
1993 · 
1994 · 
1995 · 
1996 · 
1997 · 
1998 · 
1999 · 
2000 · 
2001 · 
2002 · 
2003 · 
2004 · 
2005 · 
2006 · 
2007 · 
2008 · 
2009 · 
2010 · 
2011 · 
2012 · 
2013 · 
2014 · 
2015 · 
2016 ·
2017 ·
2018 ·
2019 ·
2020 ·
2021 ·
2022 ·
2023 ·
2024 ·
2025